# 黒影
黒影（くろかげ、1968年1月5日 - ）は、影をモチーフにした日本の覆面レスラー。

## 経歴
- 2001年、柴田勝久が主宰している柴田道場でトレーニングを積む。
- 同年、栗栖正伸トレーニングジムでトレーニングを積む。
- 7月15日、栗栖ジム苅田土地改良記念会館大会の対川畑顕戦でデビュー。
- 2004年5月、プロレスリング華☆激に参戦。
- 同年、華☆激に入団。
- 2009年1月11日、華☆激を退団。

## 得意技
武者狩り
オクラホマスタンピード
ダブルアームスープレックス
ラリアット

## 入場曲
- Shout At The Devil（モトリー・クルー）

## タイトル歴
- CLL認定守谷ワールドタッグ王座
- ちがさきプロレス認定ツインウェーブタッグ王座